# Günter Möller
Günter Möller (* 28. März 1934 in Förtha; † 28. Dezember 2008) war ein deutscher Geheimdienstler des Ministeriums für Staatssicherheit (MfS) und Leiter der Hauptabteilung Kader und Schulung.

## Leben
Möller galt als wichtigste Person nach dem Leiter Erich Mielke. Er war gelernter Werkzeugbauer und trat bereits mit 17 Jahren 1952 dem MfS sowie der SED bei. 1977 wurde er an der Hochschule des Ministeriums für Staatssicherheit (JHS) zum Dr. jur. mit einer Arbeit über Die Anwendung des Polygraph durch die US-Geheimdienste zur Überprüfung ihrer Mitarbeiter und Agenten und die sich daraus ergebenden Abwehrmaßnahmen durch das MfS promoviert. 1978 wurde Möller zum stellvertretenden Leiter der Hauptabteilung (HA) II ernannt. 1982 wurde er zunächst Offizier für Sonderaufgaben, später Leiter der Hauptabteilung Kader und Schulung. Im Oktober 1983 wurde er zum Generalmajor ernannt. 1985 erhielt er den Vaterländischen Verdienstorden in Gold und wurde 1988 zum Generalleutnant befördert. Im Mai 1990 wurde Möller entlassen und arbeitete anschließend als Berater des Staatlichen Komitees zur Auflösung des Amtes für Nationale Sicherheit. Gemeinsam mit anderen ehemaligen MfS-Offizieren veröffentlichte er die geschichtsrevisionistische Rechtfertigungsschrift Die Sicherheit – Zur Abwehrarbeit des MfS. Zu sehen ist er auch in dem Dokumentarfilm Das Ministerium für Staatssicherheit – Alltag einer Behörde, in dem er gemeinsam mit weiteren acht ehemaligen MfS-Mitarbeitern interviewt wird.
Möller starb im Alter von 74 Jahren nach langer Krankheit.

## Schriften
- mit Wolfgang Stuchly: Zur Spionageabwehr (HA II im MfS/Abt. II der BV). In: Reinhard Grimmer/Werner Irmler/Willi Opitz/Wolfgang Schwanitz (Hrsg.): Die Sicherheit – Zur Abwehrarbeit des MfS, Band 1, edition ost, Berlin 2002, S. 431–558, ISBN 3-360-01044-2.[3]